# والتر إيفان بلاك جونيور
والتر إيفان بلاك جونيور (بالإنجليزية: Walter Evan Black Jr.)‏ هو محامي وقاضي أمريكي، ولد في 7 يوليو 1926 في بالتيمور في الولايات المتحدة، وتوفي في 27 سبتمبر 2014 في ايستون في الولايات المتحدة.